# شاطئ صدام
شاطئ صدام هي قرية صيد تقع في منطقة مالابورام بولاية كيرلا الهندية. تتكون القرية من حزام ساحلي بطول كيلومترين (1 ميل) بين بوتينكادابورام وكيتونغال في بارابانانغادي. سميت القرية على اسم الرئيس العراقي السابق صدام حسين، وذلك تضامنا معه خلال حرب الخليج عام 1991. تم اقتراح اسم الشاطئ من قبل الخادمات الهنديات العاملات في الخليج وخاصة الكويت.

## التسمية
كانت القرية تسمى شاطئ السلطان تيبو نسبة إلى ملك مملكة ميسور السلطان تيبو الذي اتخذ موقفًا عدوانيًا ضد القوات الاستعمارية البريطانية في أواخر القرن الثامن عشر. منذ حرب الخليج عام 1991، قرّر القرويون إعادة تسمية القرية إلى اسمها الحالي، للتعبير عن تضامنهم مع الزعيم العراقي صدام حسين. يرى سكان القرية (هندوساً ومسلمون) أن صدام حسين كان رمزاً خالداً في البطولة والتصدي، ويرى فيه المسلمون عنوان فخر للمسلمين. 

## تاريخ
برزت القرية الساحلية عندما أعيد تسميتها على اسم الزعيم العراقي. منذ ذلك الحين، أبدى القرويون في المنطقة عن إعجابهم بصدام وموقفه «المناهض للإمبريالية». لقد قوبل غزو العراق بقيادة الولايات المتحدة بإدانة شديدة. في عام 2003، أعرب بعض عشاق صدام عن غضبهم من إعادة تسمية «مطار صدام الدولي» إلى "مطار بغداد الدولي"، ورفعوا لافتة كبيرة على الشاطئ كُتب عليها «مرحبًا بكم في شاطئ صدام».

## حرب الخليج 2003
شهدت القرية أثناء سقوط بغداد (2003) العديد من المظاهرات المناهضة للأمريكيين والبريطانيين. تم بشكل عام مقاطعة البضائع المصنوعة في هذه البلدان وحتى إلقاءها في البحر. أُجبر العديد من القرويين الذين عملوا في دول الخليج على العودة إلى شاطئ صدام حيث فقدوا وظائفهم بسبب آثار ما بعد حرب الخليج، مما زاد العداء للغرب. نصب السكان المحليون قصاصات كبيرة وملصقات لصدام، إلى جانب الأعلام العراقية على جانب الطريق.
في نوفمبر 2006، كان رد فعل القرويين على حكم الإعدام الصادر بحق صدام حسين من خلال تنظيم مسيرة احتجاجية، ورددوا شعارات ضد الرئيس الأمريكي جورج دبليو بوش. وشارك في المسيرة حوالي خمسين شخصًا، من بينهم نساء وأطفال.

## أنصار صدام
في 30 ديسمبر 2006، تجمع أنصار صدام حسين الغاضبون على الشاطئ، ورددوا شعارات منددة بالرئيس الأمريكي جورج دبليو بوش، ومُستنكرين إعدام صدام حسين.

## وسائل النقل
تتصل قرية شاطئ صدام بأجزاء أخرى من الهند عبر مدينة بارابانانجادي. يمر الطريق السريع الوطني رقم 66 عبر راماناتوكارا ويتصل الامتداد الشمالي بغوا ومومباي. يصل الامتداد الجنوبي إلى كوتشي وثيروفانانثابورام. يبدأ طريق الولاية السريع رقم 28 من نيلامبور ويتصل بأوتي وميسور وبنغالور عبر الطرق السريعة 12 و29 و181. أقرب مطار هو مطار كاليكوت. تقع أقرب محطة سكة حديد رئيسية في بارابانانجادي.